# RCエアワールド
『RCエアワールド』は隔月に刊行される無線操縦による飛行機、ヘリコプターを扱った雑誌である。エイ出版から発行される。

## 概要
飛行機やヘリコプター等のいわゆる“空モノ”と呼ばれるジャンルに絞った誌面構成をしている。他誌よりも大判でカラーページに力を入れている。以前は月刊だったが2010年から隔月刊になった。

## 内容
製作過程から飛行まで紹介している。
また新製品の紹介コーナーにも力を入れている。近年は電動機の特集に力を入れている。